# Obolo jezici
Obolo jezici (Lower Cross jezici),  skupina od (23) nigersko-kongoanska jezika šre skupine Delta Cross, koju čine s upper cross, ogoni i centralnim delta jezicima. Sastoje se od najmanje 12 ili 13 podskupina u Nigeriji, svega jedan u Kamerunu, to su:
eki;
idere;
obolo;
a. Ebughu (1): ebughu;
b. Efai (1): efai;
c. Efik (4): anaang, efik, ibibio, ukwa;
d. Ekit (2): ekit, etebi;
e. Enwang-Uda (2): enwan, uda;
f. Ibino (1): ibino;
g. Ibuoro (4): ibuoro, ito, itu mbon uzo, nkari;
h. Ilue (1): ilue;
i. Okobo (1): okobo;
j. Usaghade (1) Kamerun: usaghade;
k. Iko (1): iko;
l. Oro (1): oro.

## Vanjske poveznice
- Ethnologue (14th)
- Ethnologue (15th)